# Pietro Ceccarelli (rugbista)
Pietro Ceccarelli (Roma, 16 febbraio 1992) è un rugbista a 15 italiano, dal 2023 pilone del Perpignano.

## Biografia
Cresciuto nella Roma 2000 e successivamente nella S.S. Lazio, club di cui è stato sempre tifoso, con cui esordì in Eccellenza nel 2012, nel periodo di militanza in tale squadra rappresentò l'Italia a livello Under-18 e successivamente Under-20, prendendo parte anche ai Sei Nazioni di categoria.
Nel 2012 si trasferì in Francia a La Rochelle, presso la cui squadra Espoirs trascorse la prima stagione per poi debuttare nel Pro D2, seconda divisione nazionale, nel 2013-14, in cui giocò un solo incontro, contro il Carcassonne.
Nel 2014 fu in Fédérale (terza serie) nelle file del Mâcon (Saona e Loira) in cui fece 13 apparizioni, e ad aprile 2015 fu contattato dalle Zebre, franchise federale italiana in Pro12, per la stagione successiva.
A febbraio 2016 l'allora C.T. della Nazionale italiana Jacques Brunel convocò Ceccarelli per l'incontro del Sei Nazioni a Dublino contro l'Irlanda e il nuovo tecnico Conor O'Shea ha confermato l'utilizzo del giocatore per il successivo tour nelle Americhe del giugno successivo.
Nel 2017, dopo due stagioni alle Zebre, è passato al club francese Oyonnax, militante in Top 14.